# 仙女山街道 (重庆市)
仙女山街道，是中华人民共和国重庆市武隆区下辖的一个街道办事处。

## 沿革
- 白果鄉：清乾隆十三年(1748年)設場，場口有直徑1.5米的白果樹，又設驛站，故名白果鋪。民國19年置鄉，31年轄11個保。1953年2月析龍橋、小竹、中心、三壩、大石、魚泉、核桃、魚塘、萬家、茶園、大河、回龍12村置核桃鄉；8月再分小坪、後坪、板栗、黃泥、大水、大河、洋荷7村建石樑鄉。1955年12月撤石樑鄉併入。1985年轄白果、團結、雙嶺、龍河、廟樹、愛國、金星、繼光、龍寶塘9村，54村民組。鄉人民政府駐白果鋪[2]。
- 核桃鄉：1953年2月由白果鄉析12個村組建，以境內核桃壩定名。8月析中心、大石、魚塘、龍寶塘4村建楊水鄉；萬家、回龍、茶園、大河置萬家鄉。1954年1月撤楊水鄉，1955年12月撤萬家鄉，撤後均回並原鄉。1985年有明星、魚泉、陽光、桃園、大河、木林、楊水7村，36村民組。鄉人民政府駐文家壩子[3]。

- 2002年4月30日，撤銷武隆縣白果鄉，並將巷口鎮的荊竹村、楊柳村、茶坪村、土坎鎮的四合村、和順村，雙合鄉的仙女村共6個村劃出設立仙女山鎮。仙女山鎮管轄原白果鄉的行政區域和荊竹、楊柳、茶坪、四合、和順、仙女等6個村的行政區域，鎮政府駐地石樑子[4]。
- 2003年12月12日，撤銷核桃鄉，併入仙女山鎮（並將茶坪村1組劃入巷口鎮）[5]。
- 2020年4月22日，撤銷仙女山鎮，設立仙女山街道。

## 行政区划
仙女山镇下辖以下地区：
石梁子社区、白果村、明星村、荆竹村、桃园村、龙宝塘村、仙女村和庙树村。

## 世界最佳旅游乡村
2024年11月15日，荆竹村被联合国旅游组织执行委员会列入2024年“最佳旅游乡村”名单。